# Ізбиці
Ізбиці (пол. Izbice,  Stuben) — село в Польщі, у гміні Равич Равицького повіту Великопольського воєводства.
Населення — 420 осіб (2011).
У 1975-1998 роках село належало до Лешненського воєводства.

## Демографія
Демографічна структура станом на 31 березня 2011 року:
|          | Загалом | Допрацездатний вік | Працездатний вік | Постпрацездатний вік |
| -------- | ------- | ------------------ | ---------------- | -------------------- |
| Чоловіки | 215     | 43                 | 155              | 17                   |
| Жінки    | 205     | 39                 | 130              | 36                   |
| Разом    | 420     | 82                 | 285              | 53                   |